# Hans Petter Buraas
Hans Petter Buraas (* 20. März 1975 in Bærum bei Oslo) ist ein ehemaliger norwegischer Skirennläufer. Er wurde 1998 Olympiasieger im Slalom und gewann ein Rennen im Skiweltcup.

## Biografie
Einen ersten internationalen Erfolg erzielte Buraas mit dem Gewinn der Bronzemedaille im Riesenslalom bei den Juniorenweltmeisterschaften 1994 in Lake Placid. Ab der Saison 1994/95 startete er im Weltcup. Zu Beginn des nächsten Winters gewann er als 27. im Riesenslalom von Tignes die ersten Punkte, danach konnte er erst wieder im Januar 1997 punkten.
Der Durchbruch gelang dem Norweger in der Saison 1997/98. Ende November fuhr er mit Platz sechs im Slalom von Park City erstmals unter die besten zehn und Mitte Dezember stand er als Dritter im Slalom von Sestriere zum ersten Mal auf dem Podest. Im Januar folgte ein dritter Platz im Slalom von Schladming sowie der zweite Platz im Slalom von Kitzbühel. Im Februar feierte Buraas bei den Olympischen Winterspielen 1998 im japanischen Nagano den größten Erfolg seiner Karriere, als er mit über 1,3 Sekunden Vorsprung auf seinen Landsmann Ole Kristian Furuseth Olympiasieger im Slalom wurde. Im Weltcup gelang ihm beim Saisonfinale in Crans-Montana ein weiterer zweiter Platz, womit er hinter den beiden Österreichern Thomas Sykora und Thomas Stangassinger Dritter im Slalomweltcup wurde.
In den nächsten beiden Saisonen konnte er sich zwar zumeist unter den besten zehn im Slalom klassieren, wenn er das Rennen beenden konnte, auf das Podest kam er in diesen zwei Jahren aber nur einmal. Bei den Weltmeisterschaften 1999 in Vail fiel er im ersten Slalomdurchgang aus. In der Saison 2000/01 konnte er sich wieder steigern und feierte am 11. Dezember 2000 im Slalom von Sestriere seinen ersten und einzigen Weltcupsieg. Im Januar kam er in Kitzbühel und Schladming ebenfalls auf das Podest und erreichte mit weiteren zwei vierten Plätzen den fünften Rang im Slalomweltcup. Bei den Weltmeisterschaften 2001 in St. Anton am Arlberg schied er aber wie schon zwei Jahre zuvor im ersten Durchgang des Slaloms aus.
Aufgrund einer schweren Verletzung, die Buraas im Mai 2001 im Training erlitten hatte, konnte er im gesamten Winter 2001/02 an keinen Rennen teilnehmen. In der Saison 2002/03 kehrte er wieder in den Skizirkus zurück und stand als Dritter in den Slaloms von Bormio und Schladming wieder auf dem Podest. Mit insgesamt fünf Top-10-Plätzen belegte er den siebenten Rang im Slalomweltcup. Bei den Weltmeisterschaften 2003 in St. Moritz gelang ihm aber wieder kein Ergebnis, diesmal schied er nach einem Torfehler im zweiten Durchgang aus.
Die folgende Saison 2003/04 war für Buraas nach einer neuerlichen Verletzung bereits im Dezember zu Ende. Danach kam er an seine früheren Leistungen nicht mehr heran. In der Saison 2004/05 konnte er nur einmal als 18. im Slalom von Sestriere punkten. Im Winter 2005/06 kam er in den Slaloms von Madonna di Campiglio und Schladming immerhin auf den 13. bzw. 12. Platz. Dadurch konnte er in Turin auch zum zweiten Mal an Olympischen Winterspielen teilnehmen. Er fiel jedoch im ersten Slalomdurchgang aus. Zu Beginn der Saison 2006/07 fuhr Buraas mit Platz 26 im Slalom von Levi zum letzten Mal in seiner Karriere in die Weltcup-Punkteränge. Sein letztes Großereignis waren die Weltmeisterschaften 2007 in Åre. Bei seinen vierten Weltmeisterschaften kam der Norweger zum ersten Mal in die Wertung. Buraas erreichte den in Anbetracht seiner Weltcupergebnisse ausgesprochen guten achten Platz. Nach diesem Winter beendete er seine Karriere.
Buraas bestritt in seiner zwölf Jahre andauernden Weltcupkarriere insgesamt 118 Rennen (78 Slaloms und 40 Riesenslaloms). Im Slalom erreichte er einen Sieg, weitere neun Podestplätze und insgesamt 25 Top-10-Resultate. Im Riesenslalom war ein 15. Platz in Yongpyong am 28. Februar 1998 sein bestes Resultat. Buraas ist Athletenbotschafter der Entwicklungshilfeorganisation Right To Play.

## Erfolge

### Olympische Winterspiele
- Nagano 1998: 1. Slalom

### Weltmeisterschaften
- Åre 2007: 8. Slalom

### Weltcupwertungen
| Saison  | Gesamt | Gesamt | Riesenslalom | Riesenslalom | Slalom | Slalom |
| Saison  | Platz  | Punkte | Platz        | Punkte       | Platz  | Punkte |
| ------- | ------ | ------ | ------------ | ------------ | ------ | ------ |
| 1995/96 | 144.   | 4      | 57.          | 4            | –      | –      |
| 1996/97 | 120.   | 10     | 44.          | 10           | –      | –      |
| 1997/98 | 19.    | 443    | 40.          | 23           | 3.     | 420    |
| 1998/99 | 46.    | 149    | –            | –            | 16.    | 149    |
| 1999/00 | 31.    | 261    | –            | –            | 9.     | 261    |
| 2000/01 | 20.    | 340    | –            | –            | 5.     | 340    |
| 2002/03 | 32.    | 280    | –            | –            | 7.     | 280    |
| 2004/05 | 128.   | 13     | –            | –            | 50.    | 13     |
| 2005/06 | 87.    | 50     | –            | –            | 30.    | 50     |
| 2006/07 | 140.   | 5      | –            | –            | 58.    | 5      |

### Weltcupsiege
Buraas errang 10 Podestplätze, davon 1 Sieg:
| Datum             | Ort       | Land    | Disziplin |
| ----------------- | --------- | ------- | --------- |
| 11. Dezember 2000 | Sestriere | Italien | Slalom    |

### Juniorenweltmeisterschaften
- Monte Campione 1993: 17. Riesenslalom, 19. Super-G
- Lake Placid 1994: 3. Riesenslalom, 24. Super-G

### Norwegische Meisterschaften
- Norwegischer Meister in der Kombination 1993 sowie in Slalom und Riesenslalom 1998